# Тимофеев, Рюрик Александрович
Рюрик Александрович Тимофеев (31 марта 1926, Остров, Псковская губерния — 1 октября 2009, Санкт-Петербург) — советский военный моряк-подводник, участник первого похода атомной подводной лодки «Ленинский комсомол» к Северному полюсу, первый Герой Советского Союза среди инженер-механиков Военно-морского флота (20.07.1962), кандидат технических наук (1968), доцент (1969). Инженер-капитан 1-го ранга (19.02.1970).

## Биография

### Ранние годы
Рюрик Тимофеев родился 31 марта 1926 года в городе Остров (ныне Псковской области) в семье служащего. Перед войной вместе с родителями переехал в город Севастополь. С началом Великой Отечественной войны был эвакуирован в Сталинград, затем в Среднюю Азию, в Узбекскую ССР. Работал трактористом.

### Военная служба
В 1942 году поступил в специальную школу ВВС в Свердловске, где окончил 9 и 10 класс. Затем поступил в 9-ю военную авиационную школу пилотов в городе Бугуруслан Куйбышевской области а по её окончании в 1945 году поступил в 1-е Чкаловское военное авиационное училище лётчиков имени К. Е. Ворошилова. Из-за травмы был комиссован из авиации и отчислен со второго курса училища. С мая по июль 1947 года служил рядовым 1045-го отдельного Ново-Георгиевского батальона связи Южно-Уральского военного округа.
В августе 1947 года поступил на первый курс паросилового факультета Высшего военно-морского инженерного училища имени Ф. Э. Дзержинского в Ленинграде. В 1952 году, после окончания училища с отличием, получил звание лейтенант и был назначен командиром машинно-котельной группы БЧ-5 эскадренного миноносца «Безбоязненный» Черноморского флота. Затем служил на дизель-электрической подводной лодке.

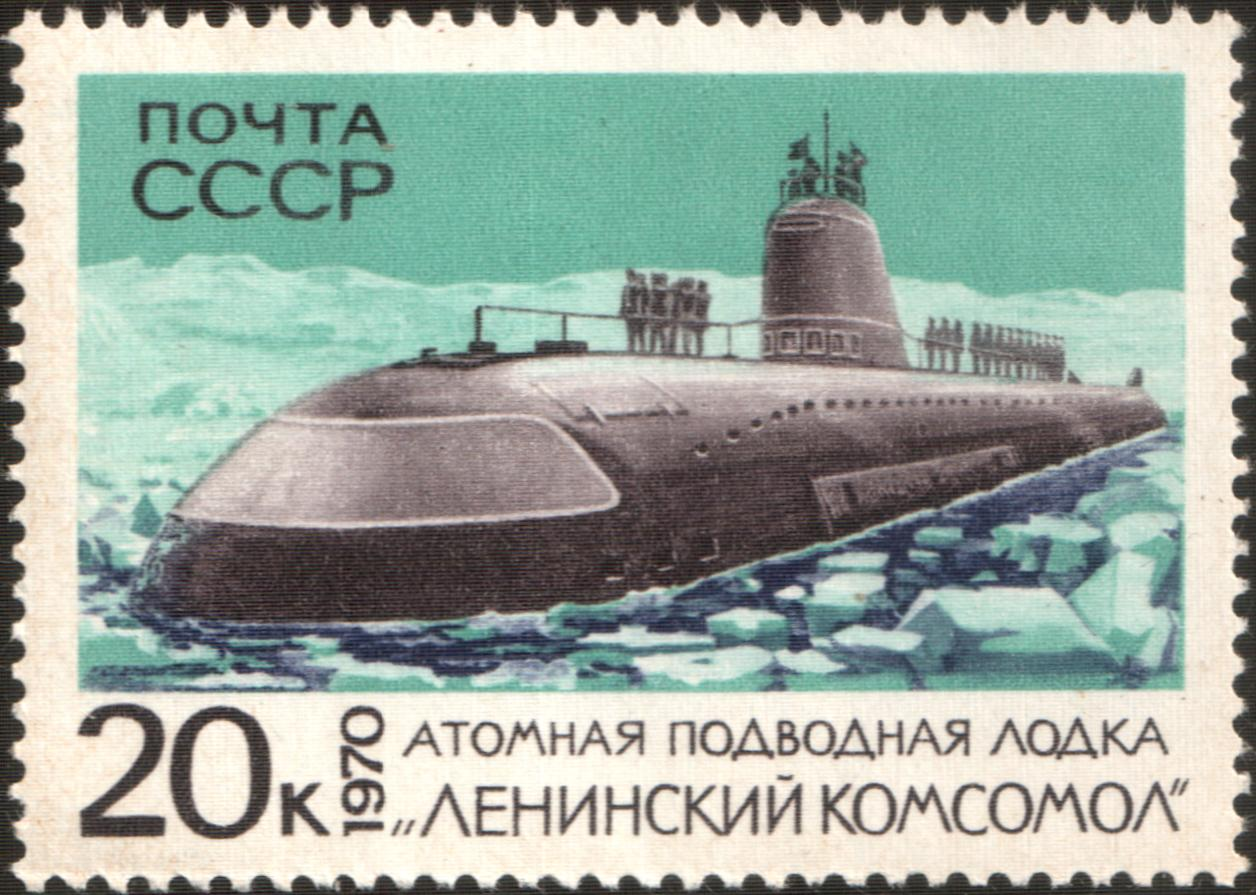
Почтовая марка из серии «Боевые корабли Военно-Морского Флота СССР», 1970

В сентябре 1954 года был назначен командиром машинной группы в формировавшийся экипаж первой атомной подводной лодки ВМФ СССР «К-3» проекта 627 («Ленинский комсомол»), которая была заложена 24 сентября 1955 года в Северодвинске, на заводе № 402 (ныне «Севмаш»).
С декабря 1954 по июль 1955 года офицеры и мичманы экипажа обучались на первой в мире атомной электростанции в городе Обнинске. В марте 1955 года после сдачи экзамена Тимофеев получил доступ к самостоятельному управлению энергетической установкой нового типа.
В период с февраля 1955 года по декабрь 1956 года Тимофеев был принят на работу (по совместительству) в Лабораторию «В» (Обнинск) для обеспечения отработки и сдачи заказчику ядерной силовой установки АПЛ К-3 (работал в должностях инженера, старшего инженера и заместителя начальника смены).
В марте 1959 года АПЛ «К-3» была зачислена в состав сил 3-й дивизии подводных лодок Иоканьгской военно-морской базы 1-й флотилии подводных лодок Северного флота ВМФ СССР. В 1959 году за освоение новой военной техники Тимофеев был награждён орденом Красного Знамени, в 1961 году в должности командира БЧ-5 участвовал в первой боевой службе подводной лодки в Атлантическом океане.
С 11 по 21 июля 1962 года в составе экипажа подводной лодки «К-3» командир электромеханической боевой части (БЧ-5) капитан 3 ранга Тимофеев участвовал в первом походе советской атомной под паковыми арктическими льдами на Северный полюс (руководитель похода — контр-адмирал А. И. Петелин, командир АПЛ — капитан 2-го ранга Л. М. Жильцов).
20 июля 1962 года Указом Президиума Верховного Совета СССР за успешное выполнение заданий командования и проявленные при этом мужество и отвагу инженер-капитану 2-го ранга Тимофееву Рюрику Александровичу присвоено звание Героя Советского Союза с вручением ордена Ленина и медали «Золотая Звезда» (№ 11123). Присвоение звания Героев, в то время, было исключительной и неожиданной честью, а среди военных инженер-механиков флота Р. А. Тимофеев стал первым Героем Советского Союза. Об истории похода подводной лодки к полюсу в 1995 году написал книгу «К Северному полюсу на первой атомной».

### Научно-педагогическая деятельность
В 1965 Тимофеев окончил факультет кораблестроения Военно-морской академии имени А. А. Гречко, а в 1967 году — адъюнктуру при ней и защитил кандидатскую диссертацию.
В 1967—1981 года на научной преподавательской работе в Военно-морской академии: с сентября 1967 года — старший преподаватели, доцент кафедры ядерных энергетических установок и БЭК (ныне Кафедра атомной энергетики и ядерной безопасности объектов военно-морского флота), с августа 1971 года — заместитель начальника факультета кораблестроения — начальник учебной части факультета кораблестроения Военно-морской академии.
После увольнения в запас в мае 1981 года в звании капитана 1-го ранга Тимофеев работал в Ленинградском отделении Академии наук СССР.

### Смерть

Памятник Р. А. Тимофееву на Серафимовском кладбище Санкт-Петербурга

Последние годы Рюрик Александрович Тимофеев жил в Ленинграде, там он умер 1 октября 2009 года. Похоронен на Серафимовском кладбище Санкт-Петербурга (Коммунистическая площадка).

### Семья
- Сын — Тимофеев Александр Рюрикович, окончил ЛНВМУ в 1971 году, офицер-подводник, капитан 1 ранга[4].
- Сын — Тимофеев Андрей Рюрикович, окончил ВВМИУ им. Ф. Э. Дзержинского в 1981 году. Офицер ВМФ (капитан 2 ранга)[4].

## Награды и звания
- Герой Советского Союза (20 июля 1962)
- Орден Мужества (1997)
- Орден Ленина (20 июля 1962)
- Орден Красного Знамени (1959)
- Орден «За службу Родине в Вооружённых Силах СССР» 3-й степени (1975)
- Медаль «За боевые заслуги»
- Медаль И. В. Курчатова (за заслуги в области освоения атомной энергетики, присуждена решением Совета института атомной энергии имени И. В. Курчатова)[2]

## Память
- 31 июля 2011 года в Пскове был открыт Памятный комплекс «Псковичам — флотоводцам, мореплавателям и строителям Российского флота», где имя и подвиг Тимофеева занесены на гранитную плиту[11]